# فرانك هانيش
فرانك هانيش (بالألمانية: Frank Hanisch)‏ هو لاعب كرة قدم ألماني في مركز الدفاع، ولد في 6 نوفمبر 1953 في برلين في ألمانيا. لعب مع تنس بوروسيا برلين ونادي فوبرتال الرياضي ونادي هرتا برلين.

## وصلات خارجية
- فرانك هانيش على موقع قاعدة بيانات كرة القدم.إي يو (الإنجليزية)
- فرانك هانيش على موقع بيانات كرة القدم. دي إي (الألمانية)
- فرانك هانيش على موقع عالم كرة القدم.نت (الإنجليزية)